# Всё о моей жене
«Всё о моей жене» или «Она — моя жена» (кор. 내 아내의 모든 것) — южнокорейская романтическая кинокомедия режиссёра Мин Гю Дона. Премьера состоялась 17 мая 2012 года. Фильм является ремейком аргентинской киноленты 2008 года Парень для моей жены (Un novio para mi mujer).

## Сюжет
После семилетнего брака Ду Хён (Ли Сон Гён) просто в бешенстве от своей жены Чжон Ин (Им Су Чжон), которая, невзирая на свою красоту и умение хорошо готовить, доводит его своими постоянными придирками и ворчанием. Ему даже не хватает сил подать на развод, опасаясь скандала жены. Переехав по работе в другой город, он ожидал что он стал свободен от супруги, но она и сюда приезжает. Обессиленный от отягощающих отношений Ду Хён нанимает казанову Сон Ки (Рю Сын Рён), проживающего по соседству, что бы тот увёл его жену. Но всё происходит не совсем как он задумал: почти избавившись от жены, Ду Хён понимает насколько ему её не хватает.

## Роли исполняли
- Им Су Чжон — Ён Чжон Ин, жена
- Ли Сон Гён — Ли Ду Хён, муж
- Рю Сын Рён — Чан Сон Ки, казанова
- Ли Кван Су — Чои, радио ведущий
- Ким Чи Юн — Сон, радио редактор
- Ли Сун Мин — директор компании На, босс Дун Хюна

## Критика
Рецензия-опрос веб-сайта Rotten Tomatoes показала, что 60 % аудитории, оценив на 3.4 балла из 5, дали положительный отзыв о фильме..

## Награды
2012 Buil Film Awards
- номинация — лучшая женская роль — Им Су Чжон
- номинация — лучшая мужская роль второго плана — Рю Сын Рён
- номинация — лучший сценарий — Мин Гю Дон, Хео Сун Хё

2012 Grand Bell Awards
- номинация — лучшая женская роль — Им Су Чжон
- номинация — лучшая мужская роль второго плана — Рю Сын Рён

2012 Blue Dragon Film Awards
- лучшая женская роль — Им Су Чжон
- лучшая мужская роль второго плана — Рю Сын Рён
- номинация — лучший новый актёр — Ли Кванг Су
- номинация — лучший сценарий — Мин Гю Дон, Хео Сун Хё
- номинация — лучший арт дизайн — Jeon Kyung-ran
- номинация — лучшая музыка — Ли Джин Хё, Ким Джун Сон

2012 Women in Film Korea Awards
- лучшая женская роль — Им Су Чжон

2013 KOFRA Film Awards (Корейская ассоциация кинообозревателей)
- лучшая мужская роль второго плана — Рю Сын Рён